# Espinette Centrale
Espinette Centrale ou Moyenne Espinette, (en néerlandais Middenhut) est un quartier de la commune de Rhode-Saint-Genèse. Le quartier a été créé à partir d'une partie de la forêt de Soignes, à l'ouest de la chaussée de Waterloo. Le nom fait référence à l'emplacement entre Petite-Espinette et Grande-Espinette. Comme il s’agit d’un quartier résidentiel datant de 1910, et donc relativement récent, les habitants du quartier sont en grande partie francophones, contrairement au vieux noyau de Rhode. Le village a une paroisse dont Notre-Dame Cause de Notre Joie est la sainte patronne. Celle-ci est la paroisse francophone de Rhode-Saint-Genèse.
Son nom lui provient de sa position entre la Petite-Espinette et la Grande-Espinette.
Espinette-Centrale est l'une des quatre entrées de la forêt de Soignes[pas clair]. La forêt adjacente à l'est de la chaussée de Waterloo a été replantée en 1990 après une série de tempêtes violentes. Aujourd'hui, c'est une forêt très jeune et dense.